# Georges Morin-Goustiaux
Georges Morin-Goustiaux, né le 20 novembre 1859 à La Ferté-Saint-Aubin et mort le 31 octobre 1909 à Montgeroult, est un architecte français.

## Biographie
Georges Albert Morin naît le 20 novembre 1859, à 2 h 30, à La Ferté-Saint-Aubin (département du Loiret), au domicile parental sis 4 rue de Rivoli. Il est le fils d’Antoine Morin (huissier) et d’Adelina Céleste Albertine Vauconsant, mariés l’un à l’autre et alors respectivement âgés de 30 et 20 ans. Il devient architecte du gouvernement, mais également expert auprès du Tribunal civil de la Seine. Il décède le 31 octobre 1909 à Montgeroult (département du Val-d'Oise),. Ses obsèques sont célébrées le 4, à 14 h 30, à Sannois et il est inhumé au cimetière de cette ville,.
Il a notamment réalisé l'hôpital français de San Francisco, l'immeuble de la compagnie d'assurance La New-York à Paris, l'asile de Maison-Blanche à Neuilly-sur-Marne, l'asile de Trieste, le pavillon des États-Unis à l’Exposition universelle de 1900, le monument commémoratif du cimetière de Puebla au Mexique et les magasins généraux du quai d'Austerlitz à Paris,.
Entre 1890 et 1892, il vécut 6-8 rue de Monttessuy (7e arrondissement de Paris), immeubles dont il est l'architecte.

## Distinctions
- Chevalier de la Légion d'honneur (décret du 19 juillet 1903)[7]
- Officier de l'Instruction publique[2],[3]